# Idan Roll
Idan Roll (Jerusalén, 27 de abril de 1984) es un político, modelo y abogado israelí, miembro de la Knesset por el partido Yesh Atid. También fue Viceministro de Relaciones Exteriores en el gobierno de Yair Lapid.

## Biografía
Roll nació en Jerusalén y se mudó a Mevaseret Zion cuando era niño, asistiendo a la escuela secundaria Harel. Comenzó su servicio nacional en las Fuerzas de Defensa de Israel en 2002, sirviendo en el Cuerpo de Inteligencia de Israel en una unidad de tecnología en el centro de Israel, antes de completar un curso de oficial y convertirse en comandante de cadetes. Después de completar su servicio nacional, comenzó a servir en las reservas en la Dirección de Inteligencia Militar.
En 2007 comenzó a estudiar en la facultad de derecho de la Universidad de Tel Aviv. Mientras estaba en la universidad, se unió a StandWithUs y trabajó como modelo. Después de graduarse, se unió al departamento comercial de Meitar Liquornik Geva Leshem Tal. También completó una maestría en derecho público y luego trabajó en firmas de abogados especializadas en alta tecnología, fusiones y adquisiciones.

### Carrera política
Después de haber sido miembro de la facción «New Likudniks» del Likud, Roll se unió al partido Yesh Atid y se convirtió en líder de su grupo LGBTQ. Formó parte de la lista Yesh Atid para el ayuntamiento de Tel Aviv-Yafo en las elecciones municipales de 2018 . Después de que el partido se uniera a la alianza Azul y Blanco para las elecciones de la Knesset de abril de 2019, se le otorgó el trigésimo cuarto lugar en la lista conjunta, y posteriormente fue elegido miembro de la Knesset cuando la alianza ganó 35 escaños. Aunque mantuvo el trigésimo cuarto lugar en la lista Azul y Blanco para las elecciones anticipadas de septiembre de 2019, la alianza se redujo a 33 escaños, lo que provocó que Roll perdiera su escaño.
Se colocó en el trigésimo cuarto lugar de la lista Azul y Blanco para las elecciones de marzo de 2020. Aunque el partido ganó 33 escaños, Roll ingresó a la Knesset después de que Yael German (que ocupaba el decimotercer lugar en la lista) se retirara. Fue reelegido en las elecciones de 2021, en las que Yesh Atid se presentó en solitario. Posteriormente fue nombrado Viceministro de Asuntos Exteriores en el nuevo gobierno, tras lo cual renunció a su escaño en la Knesset en virtud de la ley noruega.

## Vida personal
El 5 de marzo de 2021, Roll se casó con el cantante pop Harel Skaat en Provo, Utah, Estados Unidos. Tienen un hijo, Ari, que nació por subrogación en agosto de 2018 en Tulsa, Oklahoma, Estados Unidos.